# Farmingdale (New Jersey)
Pour les articles homonymes, voir Farmingdale.
Farmingdale est un borough du comté de Monmouth, dans le New Jersey aux États-Unis.